# Прапор Мошнів
Прапор Мошнів — офіційний символ села Мошни, Черкаського району Черкаської області, затверджений 7 квітня 2004 року рішенням сесії сільської ради.
Автор — А. Гречило.

## Опис
Квадратне полотнище, з верхніх кутів до середини нижнього краю відходить малиновий клин, на ньому жовтий спис вістрям угору із жовтим прапорцем, на якому синій козацький хрест, обабіч клина — по жовтому трикутному полю.

## Значення символів
Мошни отримали 1592 р. королівський привілей на магдебурзьке право, в якому також вказувався й герб міста — «ощеп», тобто спис, який підкреслював сторожову функцію поселення. На підставі давнього знаку й було розроблено сучасні символи села.